# Fred Nyman
Fred Helge Erik Nyman, född 17 september 1934 i Tenala i Finland, är en finlandssvensk missionär, pastor och evangelist som sedan 1960-talet verkat i Afrika och varit särskilt aktiv inom kristen radiomission.

## Missionsarbete
Som tonåring predikade Fred Nyman i pingstförsamlingar i Finland och började sitt arbete som evangelist och pastor. År 1963 följde han kallelsen till utlandstjänst och började ett missionsarbete i Tanzania för pingstväckelsen. 
Han är gift med Gunnel Nyman som sedan starten varit hans medarbetare i missionsarbetet.
I boken Fred från Rörsby till Afrika utgiven 2005 berättar han om sitt liv och sin gärning som missionär.http://libris.kb.se/bib/10075264
Fred Nyman har använt litteratur och media på ett effektivt sätt inom missionen. Han startade en evangelisationstidning och 1974 utökades arbetet inom media genom starten av radiostationen RHM, som är Ibra radios station. Stationen är betydelsefull och sänder på ett flertal språk i Afrika. Han har inom Ibra även grundat en mediecenter i Arusha 1982 för att utbilda kristna radio- och tv-producenter, ett arbete som idag anslutet till internationella pingströrelsen via FPCT.
Fred Nyman talar Swahili och har jämte sin verksamhet som predikant även tolkat olika förkunnare vid möten och konferenser i Afrika. 

## Ibra radio
I perioden 1988- 1993 var Fred Nyman internationell chef för Ibra radio och under den tiden startades strategiska sändningar för att nå ut med evangeliet via radiostationer i Sovjet. 

## Familj
Fred Nyman är sedan 1955 gift med Gunnel Nyman (född 1934).

## Utmärkelser
År 2011 tilldelades Fred Nyman Evangelistfondens pris som årets hedersevangelist. 